# Sail
| Recensione | Giudizio |
| ---------- | -------- |
| AllMusic   | [ 11 ]   |

Sail è il primo singolo del progetto musicale statunitense di rock elettronico AWOLNATION.
Pubblicato la prima volta il 4 gennaio 2011, ha portato il gruppo al successo internazionale. Il brano ha debuttato in 30ª posizione nella classifica Alternative Songs redatta da Billboard.

## Tracce
Download digitale
Red Bull Records
1. Sail – 4:19
2. Sail (Innerpartysystem Remix) – 5:26
3. Sail (Dan the Automator Remix) – 4:34
4. Sail (Unlimited Gravity Remix) – 5:49

## Video musicale
Del singolo è stato realizzato un videoclip, pubblicato nel maggio 2011, in cui compare il cantante Aaron Bruno all'interno di una villetta.
Il video ufficiale ha ottenuto oltre 47 milioni di visualizzazioni sul canale YouTube ufficiale del gruppo e 26 milioni sul canale VEVO; un videoclip amatoriale realizzato da Shawna Howson, meglio conosciuta con il suo nome d'arte Nanalew, caricato nell'ottobre 2011, ha superato 380 milioni di visualizzazioni.
Nel 2014 il video ufficiale disponibile sul canale del gruppo viene reso inaccessibile per poter essere visibile solo dal canale Red Bull Records, dove ottiene 200 milioni di visualizzazioni.

## Formazione
- Aaron Bruno - voce
- Christopher Thorn - chitarra
- Kenny Carkeet - chitarra ritmica
- David Amezcua - basso, controcanto
- Hayden Scott - batteria